# Joan Darder Brotat
Mossèn Joan Darder i Brotat (Alcúdia, 14 de febrer de 1944) és un canonge, degà i canceller de la Cúria mallorquina. President del capítol catedralici de la Seu de Mallorca.
Fou ordenat capellà el 26 de març de 1967. Fou rector de la parròquia de Sant Sebastià de Palma des de 1983 fins 1992. Nomenat canonge de la Seu de Mallorca en 1999, és també professor ordinari a l'Institut Superior de Ciències Religioses -que pertanyia al Centre d'Estudis Teològics de Mallorca. Va participar l'any 2008 en la publicació de l'obra: La Europa de las Catedrales. Conservación y gestión dins les Actes del Simposi Internacional, escrivint sobre: Conservación y gestión de la Catedral de Mallorca.
Ha estat relacionat amb distintes parròquies d'Amèrica Llatina i Àfrica. Fou el pregoner de les Festes de Sant Jaume a Alcúdia el 1996. Fins al 2 d'octubre de 2010 fou el president del capítol catedralici de la Seu de Mallorca i fou substituït en el càrrec per Dom Joan Bauzà i Bauzà. El 2009 rebé el premi Sant Esteve de l'Ajuntament d'Alcúdia. El 4 d'octubre de 2010 fou condecorat amb la Creu al Mèrit de la Policia Nacional a Palma pel seu gran treball a la cancelleria del Bisbat de Mallorca.